# Romsetfjorden
Romsetfjorden er en fjord på nordsiden af Langøya i Øksnes kommune i Nordland fylke  i Norge. Fjorden har indløb mellem Smines i vest og Hundsholmen i øst og går 7,5 kilometer mod syd til bebyggelsen  Kavåsen i enden af fjorden. Øst for Hundsholmen går Steinlandsfjorden mod sydøst.
Bebyggelsen  Romset, som fjorden har navn efter, ligger på vestsiden omtrent halvvejs inde i fjorden. 
Fylkesvej 955 (Nordland) går langs hele vestsiden af fjorden.